# Rozavlea
Rozavlea – wieś w Rumunii, w okręgu Marmarosz, w gminie Rozavlea. W 2011 roku liczyła 2816 mieszkańców.